# Eilema debilissima
Eilema debilissima är en fjärilsart som beskrevs av Sergius G. Kiriakoff 1958. Eilema debilissima ingår i släktet Eilema och familjen björnspinnare. Inga underarter finns listade i Catalogue of Life.